# Portikus der Octavia

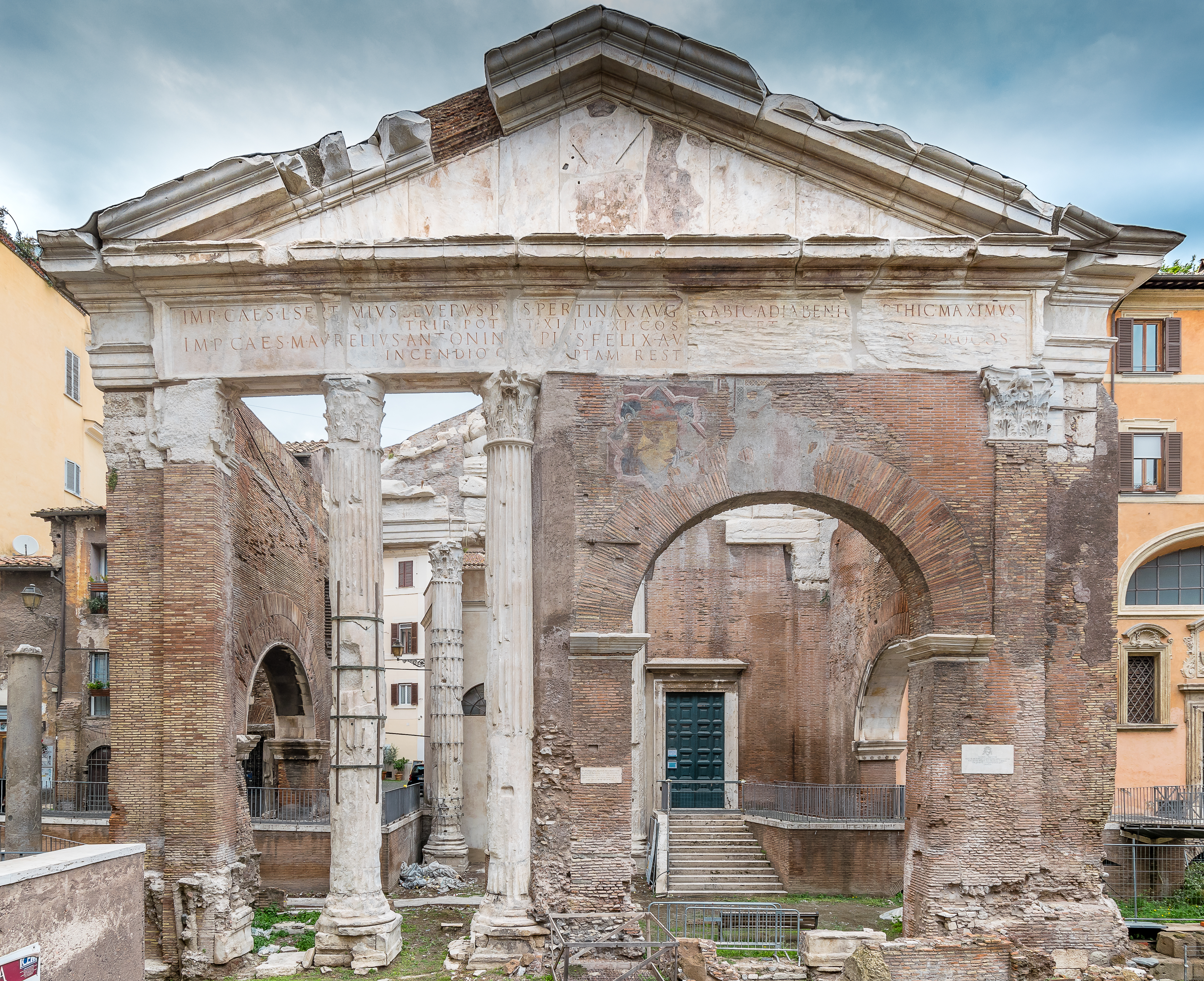
Die Eingangshalle der Portikus der Octavia

Die Portikus der Octavia (lateinisch Porticus Octaviae) ist eine Quadriportikus in Rom.
Die Säulenhalle geht zurück auf die nach 146 v. Chr. von Quintus Caecilius Metellus Macedonicus erbaute Porticus Metelli. Diese wurde in situ belassen und weiterverwendet. Ausweislich antiker Quellen ließ Augustus zwischen 33 und 23 v. Chr. die Portikus im Namen seiner Schwester Octavia in völlig umgestalteter Form errichten. Im Jahr des Baubeginns wurde die unmittelbar angeschlossene Porticus Philippi fertiggestellt. Der Komplex der Porticus Octaviae umfasste eine Bibliothek und eine Curia. In den Jahren 80 und 203 wurde die Portikus bei Bränden beschädigt, aber unter Septimius Severus und seinem Sohn Caracalla wiederaufgebaut und neugeweiht.
Weihinschrift
[imp . caes . l . septimiu]S . SEVERVS . PIVS . PERTINAX . AVG . ARABIC . AD[iabenic . par]THIC . MAXIMVS / TRIB. POTEST . XI . IMP . XI . COS . III . P . P . ET / [imp. caes . m . aureliu]S . ANTONINVS . PIVS . FELIX . AVG . [trib.potest. VI] COS . PROCOS / INCENDIO . CORRVPTAM . REST[ituerunt]
Die (sinngemäße) Übersetzung lautet:
„Der Imperator Caesar Augustus Lucius Septimius Severus, Pius Pertinax Arabicus Adiabenicus Parthicus Maximus, der zum elften Mal die tribunizinische Gewalt innehatte, zum elften Mal Imperator, zum dritten Mal Konsul, Vater des Vaterlandes war, und der Imperator Caesar Augustus Marcus Aurelius Antoninus [Caracalla], Pius Felix, der die tribunizinische Gewalt zum sechsten Mal innehatte, Konsul, Prokonsul, haben diesen Säulengang nach seiner Zerstörung durch ein Feuer restauriert“
Das Bauwerk enthielt zahlreiche plastische Kunstwerke, u. a. die erste öffentlich ausgestellte Statue einer römischen Frau, nämlich der Gracchenmutter Cornelia, 34 Reiterstatuen aus Bronze von Lysippos, die Alexander den Großen mit den in der Schlacht am Granikos gefallenen Generälen darstellten, und eine Figurengruppe des Heliodoros.
Die Portikus der Octavia befindet sich zwischen dem Circus Flaminius und dem Marcellustheater. Sie ist auf der Forma Urbis abgebildet. Die Säulenhalle umschloss einen rechteckigen Bereich; sie war 119 Meter breit und etwa 132 Meter tief. Einige Säulen der Südostecke beim Theater des Marcellus wurden ausgegraben, und Teile des Haupteingangs, der sich an der zum Tiber hin gelegenen Schmalseite der Portikus befand, sind erhalten. Dieser trug einen Giebel und bestand aus einer Doppelhalle mit zwei Reihen korinthischer Säulen. Der erhaltene Teil des Haupteingangs, nämlich der Giebel sowie zwei Säulen der äußeren Reihe und drei der inneren, bildet den Eingang zur Kirche Sant’Angelo in Pescheria. Seit den Ausgrabungen in den 1990er Jahren sind vor der Kirche weitere Fundamente freigelegt.
Etwa ab dem 10. Jahrhundert wurden im Zuge der Aussiedlung der Juden aus Trastevere sowohl die Portikus der Octavia als auch die Bögen des Marcellustheaters in Geschäfte und Werkstätten umgewandelt; die Portikus selbst war etwa bis zur Zeit Giovanni Battista Piranesis, Mitte des 18. Jahrhunderts, ein Fischmarkt. Die daran vorbeiführende Straße trug deshalb den Namen „Via della Pescheria“ (Fischmarktstraße) bis zu ihrer Umbenennung in „Via del Portico d’Ottavia“ im Jahr 1871.
Largo 16 ottobre 1943

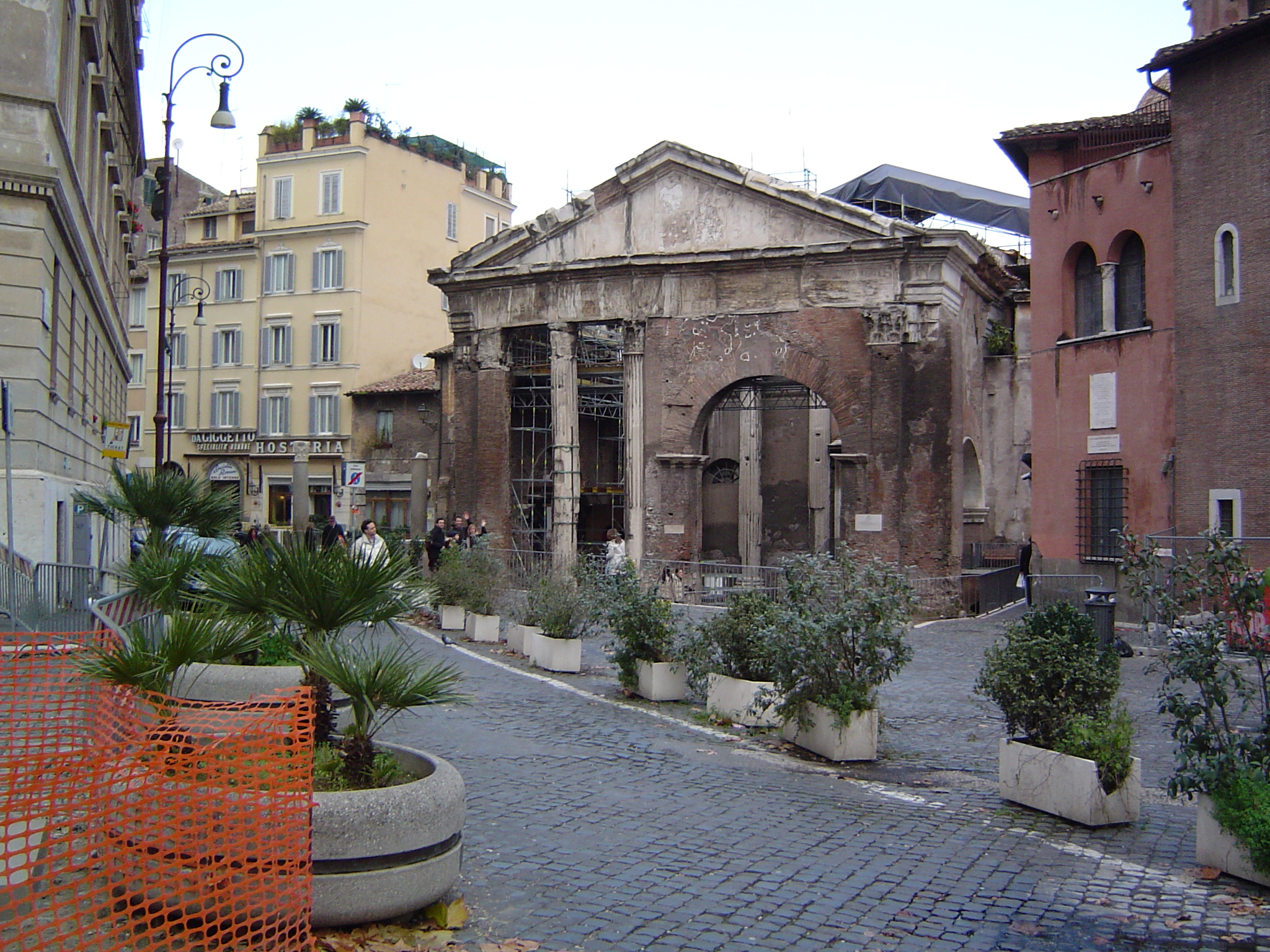
Der Platz „Largo 16 ottobre 1943“ vor der Eingangshalle der Portikus der Octavia

Um die Portikus ließ Papst Paul IV. 1555 das jüdische Ghetto Roms einrichten, aus dem in der „Judenaktion“ in der Nacht vom 15. zum 16. Oktober 1943 1007 Personen deportiert wurden, von denen nur siebzehn zurückkehrten. Am 16. Oktober 2002 gab Bürgermeister Walter Veltroni dem Ort dieser Deportation der Juden, dem kleinen Platz an der Via del Portico d’Ottavia vor den Ausgrabungen vor dem Marcellustheater und der Kirche Sant’Angelo in Pescheria, den Namen Largo 16 ottobre 1943. Die dort angebrachte Tafel erwähnt im Zusatz die Deportazione degli Ebrei di Roma (Deportation der Juden Roms).